# Grayson Russell
Grayson Russell (nacido el 1 de mayo de 1998) es un actor estadounidense, conocido por interpretar a Fregley en la película Diary of a Wimpy Kid y sus secuelas Diary of a Wimpy Kid 2: Rodrick Rules y Diary of a Wimpy Kid 3: Dog Days.

## Primeros años y Carrera
Russell nació en Clanton, Alabama, hijo de Crystal y Jerry Russell, quienes tienen un ministerio de música cristiana. Asistió a la escuela secundaria pública de Clanton, hogar de los Tigres.
Su carrera como actor comenzó en la edad de seis años cuando apareció como Cowboy Grayson en una serie de comerciales de televisión. Otros anuncios incluyen apariciones en McDonald.
La carrera cinematográfica de Russell comenzó cuando se presentó en el casting de la película  Ricky Bobby: Loco por la velocidad  . Su madre, Crystal Russell, ha declarado que Grayson audicionó para ganar un poco de experiencia con el proceso, y la familia se sorprendió al saber que iba a interpretar a Texas Ranger Bobby, el hijo del piloto de carreras Ricky Bobby (interpretado por Will Ferrell).

## Filmografía

### Películas
| Año  | Título                                | Papel                 | Notas      |
| ---- | ------------------------------------- | --------------------- | ---------- |
| 2006 | Ricky Bobby: Loco por la velocidad    | Texas Ranger Bobby    |            |
| 2008 | La tribu del arcoíris                 | Calvin                |            |
| 2010 | Diary of a Wimpy Kid                  | Freagley              | Secundario |
| 2011 | Diary of a Wimpy Kid 2: Rodrick Rules | Freagley              | Secundario |
| 2011 | Marley & Yo 2                         | Marley                | Voz        |
| 2012 | Diary of a Wimpy Kid 3: Dog Days      | Freagley              | Secundario |
| 2013 | Space Warriors                        | Russell 'Rusty' Riggs | Secundario |
| 2013 | Season of Miracles                    | Rafer                 | Principal  |

### Series
| Año  | Título                         | Papel  | Notas      |
| ---- | ------------------------------ | ------ | ---------- |
| 2010 | Estoy en la banda              | Martin | 1 Episodio |
| 2011 | R.L. Stine's The Haunting Hour | Walt   | 1 Episodio |